# Mike Pence
Michael Richard Pence, detto Mike (Columbus, 7 giugno 1959), è un politico statunitense, 48º Vicepresidente degli Stati Uniti d'America nella prima amministrazione Trump dal 2017 al 2021. Avvocato di professione ed esponente del Partito Repubblicano, è stato governatore dell'Indiana dal 2013 al 2017 e membro della Camera dei rappresentanti per lo stato dell'Indiana dal 2001 al 2013. In quanto vicepresidente degli Stati Uniti, è stato anche presidente del Senato. Autodefinitosi "cristiano, conservatore e repubblicano, in questo ordine", ideologicamente è un conservatore fortemente contrario all'aborto.
Nel 2016 è stato scelto da Donald Trump come vicepresidente, offrendo alla candidatura di Trump il sostegno cristiano e conservatore. Con lui, ha vinto le elezioni del novembre 2016 ed è entrato in carica come Vicepresidente degli Stati Uniti il 20 gennaio 2017. A seguito delle elezioni del novembre 2020, mentre il presidente uscente e i suoi sostenitori contestano i risultati citando massicce frodi non confermate dalla giustizia, Pence preferisce rimanere in disparte. Il 7 gennaio 2021, in qualità di presidente del Senato certifica i risultati elettorali e, nonostante l'assalto a Capitol Hill da parte dei sostenitori di Trump, dichiara la vittoria di Joe Biden. Kamala Harris gli succede come vicepresidente. Pence ha presieduto il National Space Council da quando è stato ristabilito nel giugno 2017. Nel mese di febbraio 2020 è stato anche nominato membro della Task Force del Coronavirus della Casa Bianca, che è stata istituita in risposta alla pandemia di COVID-19 negli Stati Uniti d'America.

## Biografia
Mike Pence nacque il 7 giugno 1959 a Columbus, in Indiana. I genitori, Nancy Jane (nata Cawley) ed Edward J. Pence Jr. (benzinaio e veterano della guerra di Corea, nella quale ottenne la Bronze Star Medal), erano cattolici e democratici. Ha inoltre origini irlandesi tramite la madre (il nonno, emigrato a Chicago, era della Contea di Sligo, mentre i bisnonni erano della Contea di Clare).
Conseguì nel 1981 il baccellierato in storia all'Hanover College e nel 1986 il Juris Doctor all'Università dell'Indiana di Indianapolis. In seguito, lavorò come procuratore privato, fu presidente dell'Indiana Policy Review Foundation, un think tank liberista locale, membro dello State Policy Network e conduttore del talk radio The Mike Pence Show (con sede a Rushville), autodefinendosi "un Rush Limbaugh decaffeinato".

### Vita privata

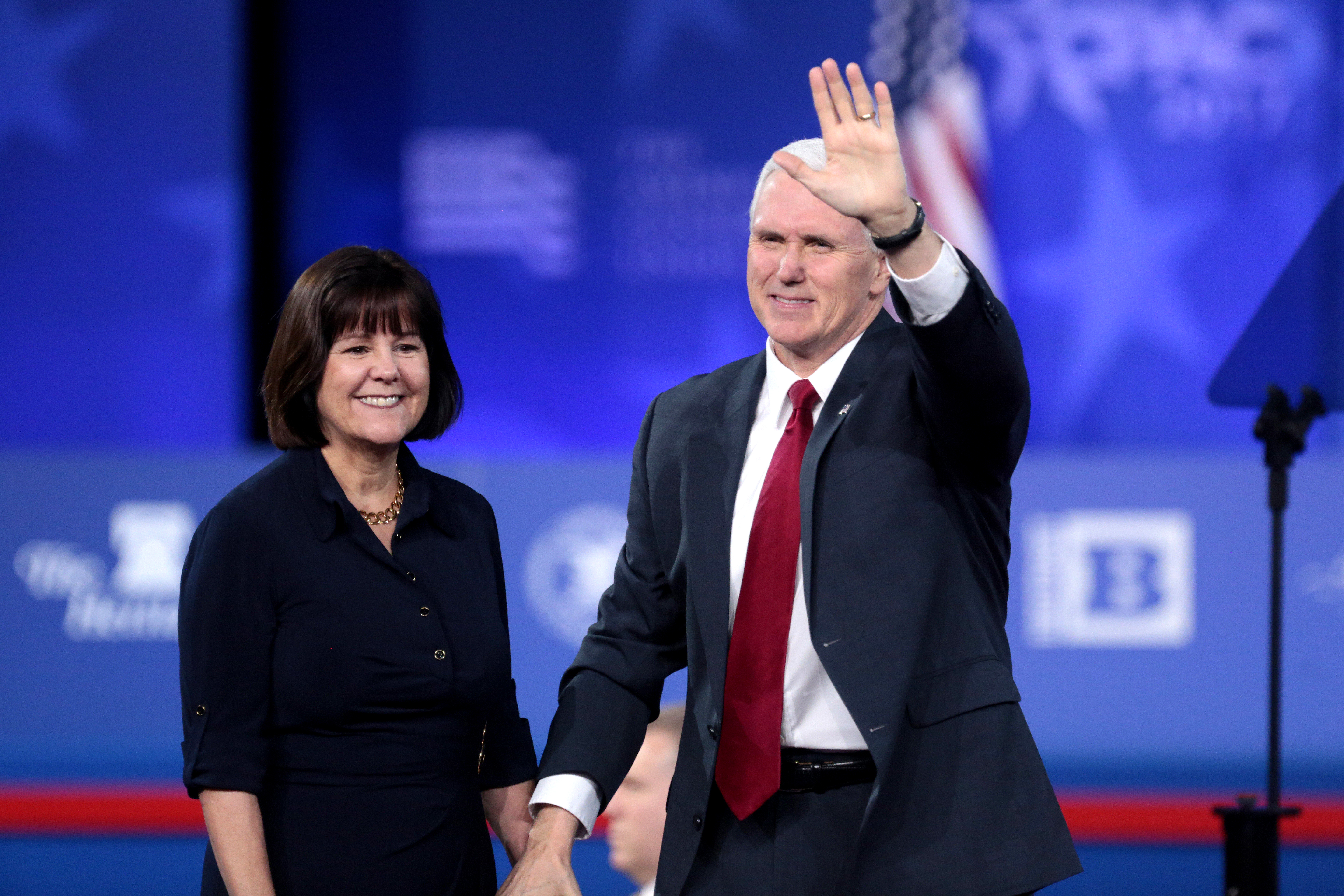
Karen e Mike Pence alla Conferenza di azione politica conservatrice del 2017.

Mike Pence è sposato dal 1985 con Karen Whitaker, conosciuta negli ambienti ecclesiali. La coppia ha tre figli. Si dichiara un "rinato cristiano evangelico", fede abbracciata ai tempi del college con grande disappunto della famiglia, cattolica.
Pur essendo stato educato alla religione cattolica romana, essendo stato anche un accolito nella parrocchia locale della sua l'infanzia, Pence divenne un cristiano protestante durante gli anni dell'università, più precisamente "a un festival di musica cristiana a Wilmore, Kentucky, nella primavera del 1978" - come egli stesso fa riferimento all'Icthus Festival di Wilmore. Tuttavia, da allora, Pence ha mantenuto la sua presenza ai servizi. Nel 1994, Pence si è definito cattolico praticante durante un'intervista con una rivista, ma l'anno successivo si è unito a tutta la famiglia nella Grace Evangelical Church, una megachurch nell'area metropolitana di Indianapolis. Nel 2013, dopo aver assunto la carica di governatore dell'Indiana, Pence ha affermato di "essere alla ricerca di una denominazione per la sua famiglia".
Quando gli è stato chiesto se credesse nell'evoluzione, Pence ha risposto: "Credo con tutto il cuore che Dio ha creato i cieli e la terra, i mari e tutto ciò che è in essi. Come ha fatto questo, un giorno glielo chiederò". In un discorso alla Camera dei rappresentanti nel 2002, Pence dichiarò: "Anch'io credo che un giorno gli scienziati scopriranno che solo la teoria del disegno intelligente fornirà una spiegazione razionale per l'universo conosciuto".

## Carriera politica
Pence tentò molto giovane la strada della politica: nel 1976 si spese molto per sostenere Jimmy Carter alla presidenza e lo votò alle elezioni presidenziali del 1980. Pence fu anche coordinatore dei Giovani Democratici d'America della Contea di Bartholomew. Poco tempo dopo, Pence lasciò la Chiesa cattolica e divenne un cristiano evangelico; questo avvenimento cambiò radicalmente le sue opinioni politiche, che iniziarono a spostarsi verso destra, e si avvicinò al "conservatorismo di buon senso di Ronald Reagan", con cui iniziò a identificarsi. Nel 1988 presentò la propria candidatura alla Camera dei rappresentanti con il Partito Repubblicano, ma venne sconfitto dal democratico in carica Philip Sharp. Ci riprovò due anni dopo, ma anche stavolta venne superato da Sharp.
Pence non si candidò più per incarichi politici fino al 2000, quando provò nuovamente a farsi eleggere alla Camera per il distretto n. 2 dell'Indiana, questa volta con esito favorevole. Negli anni seguenti venne riconfermato dagli elettori per altri quattro mandati nel distretto n. 6 del suo stato.
Nel 2012, dopo alcune speculazioni che lo davano per sicuro come candidato alle presidenziali, Pence smentì e scelse invece di cercare l'elezione a governatore dell'Indiana. Dopo aver superato le primarie repubblicane, riuscì a vincere anche le elezioni generali di novembre e venne eletto.
A livello ideologico Mike Pence è giudicato un conservatore, sia in campo fiscale sia in campo sociale e si è schierato più volte contro eutanasia e aborto. Pence è un sostenitore del disegno intelligente, si dice convinto "che gli scienziati un giorno si renderanno conto che solo la teoria del disegno intelligente fornisce una spiegazione razionale dell'universo conosciuto".

### Governatore dell'Indiana (2013 - 2017)
Nel maggio 2011, Mike Pence ha annunciato la sua intenzione di candidarsi a governatore dell'Indiana. Nelle elezioni del 2012, ha sconfitto il democratico John R. Gregg e il candidato libertario Rupert Boneham. Nel 2013, Pence è tornato in Indiana per diventare il cinquantesimo governatore dell'Indiana. Ha introdotto un significativo taglio delle tasse mentre l'avanzo di bilancio dello stato continuava a crescere. Ha anche preso diverse iniziative per stanziare più soldi per l'istruzione e ha introdotto una legislazione per proteggere meglio la vita non ancora nata e promuovere e garantire la libertà religiosa.
Nel 2015, c'è stata un'epidemia di HIV in Indiana collegata all'aborto e alle politiche sanitarie sotto Pence.
Ha ritirato denaro da Planned Parenthood, un'organizzazione pro-aborto che forniva test HIV nel distretto successivamente colpito dall'epidemia, e ha aspettato mesi per approvare uno scambio di siringhe a causa della sua obiezione di coscienza.

### Vicepresidente degli Stati Uniti (2017 - 2021)

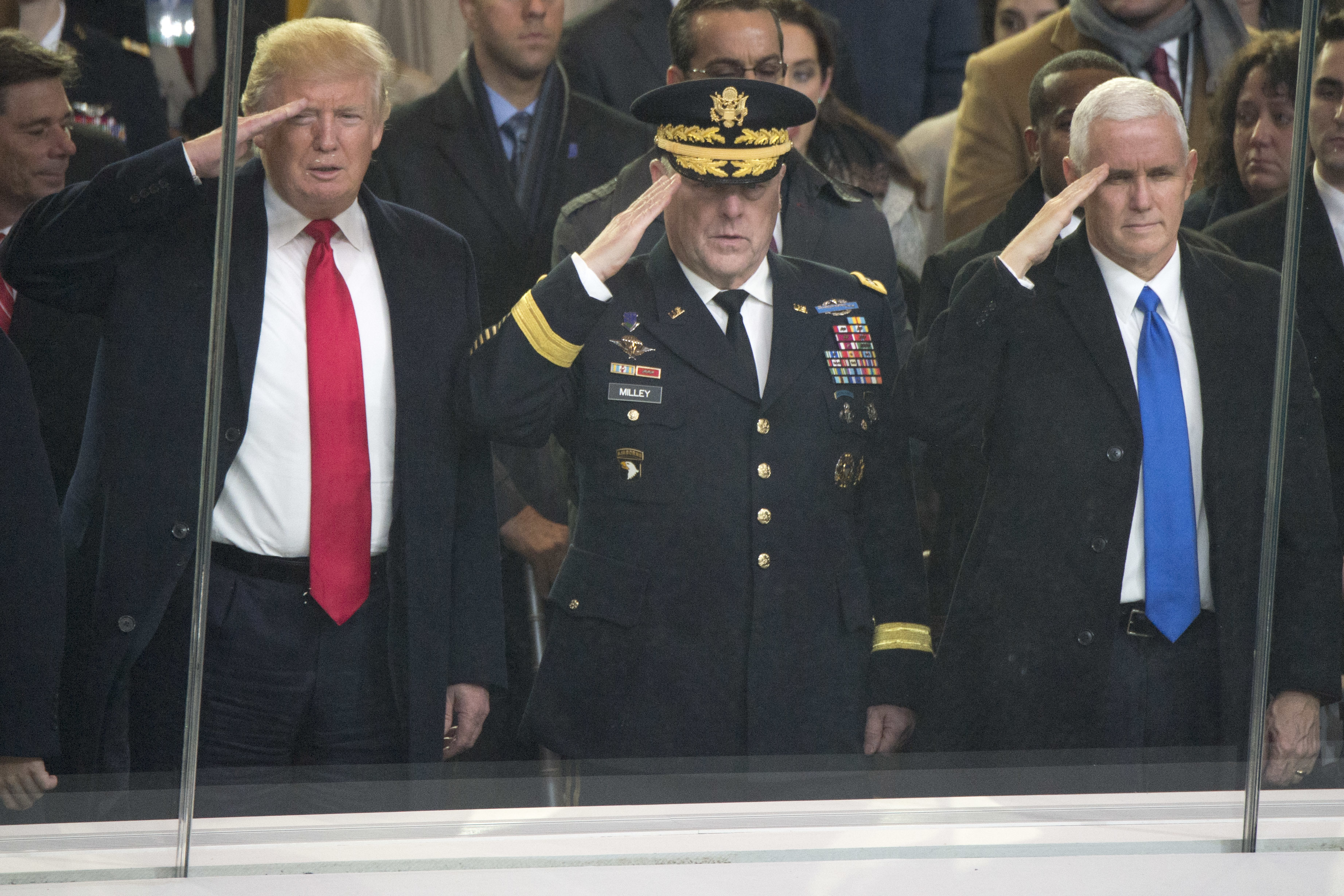
Pence con il neo-presidente Donald Trump durante la parata militare il 20 gennaio 2017

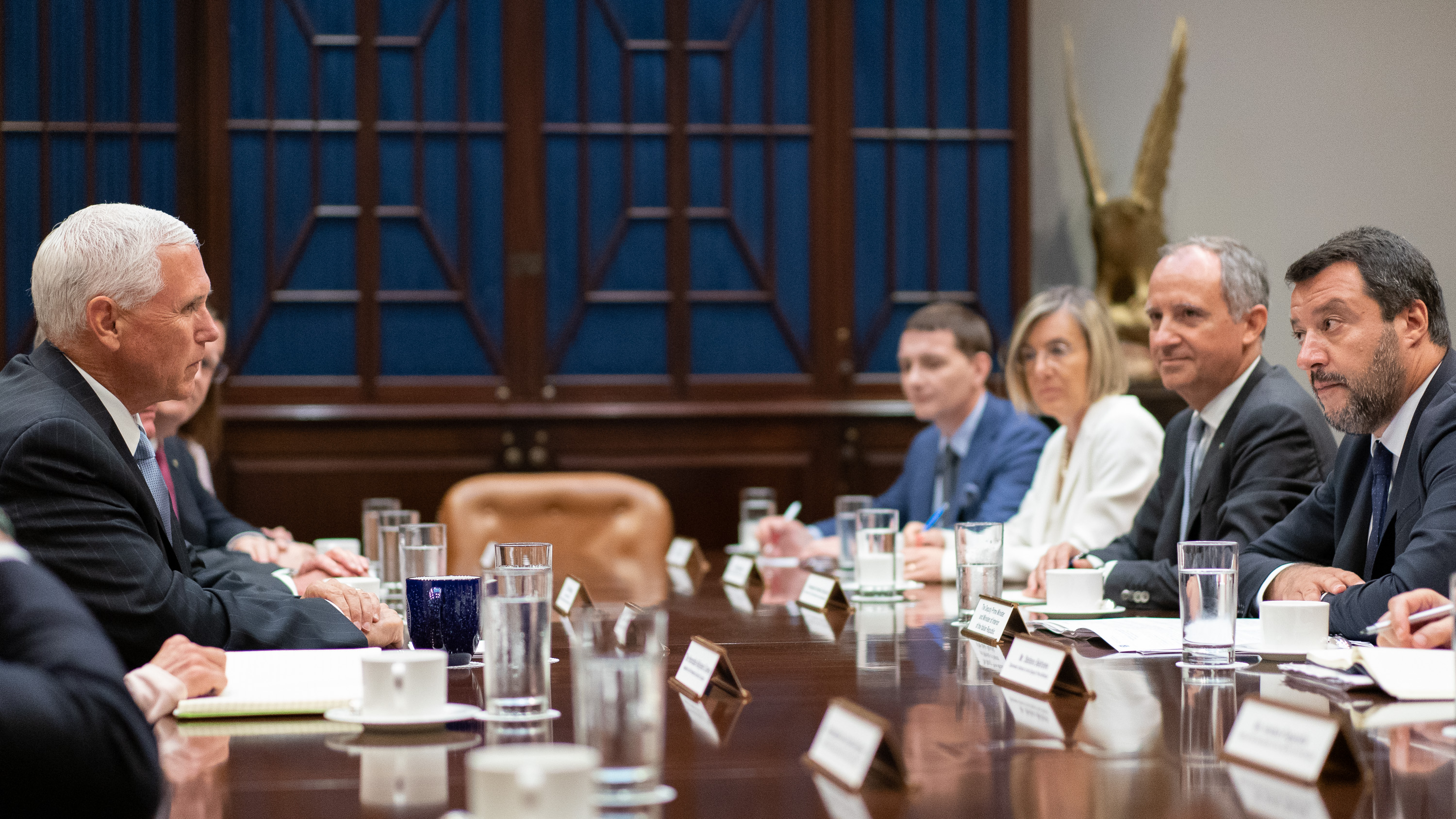
Il vicepresidente Pence all'incontro con il vicepresidente del consiglio italiano Matteo Salvini il 17 giugno 2019

Il 15 luglio 2016 viene indicato come candidato vicepresidente da Donald Trump, candidato repubblicano alla presidenza degli Stati Uniti nelle elezioni presidenziali di novembre. A seguito della vittoria di Trump, Pence è diventato ufficialmente vice-presidente degli Stati Uniti d'America.
L'8 novembre del 2016, Pence è stato eletto vicepresidente degli Stati Uniti, nella stessa campagna elettorale di Donald Trump. Poco dopo le elezioni, Pence assunse la guida del comitato di transizione presidenziale di Trump, durante il quale avrebbe avuto una grande influenza sulla direzione della formazione del governo. Durante la transizione presidenziale di Trump, la stampa ha visto Pence come una figura chiave nella mediazione tra il governo e i membri del Congresso repubblicano nel rafforzare gli impegni presi dal presidente eletto durante la campagna e riaffermare la sua influenza nella nomina del team esecutivo.
Pence divenne il sesto vicepresidente della storia americana nato nello stato dell'Indiana, dopo Schuyler Colfax (1869–1873), Thomas Hendricks (1885), Charles W. Fairbanks (1905–1909), Thomas R. Marshall (1913– 1921) e Dan Quayle (1989-1993).
Pence ha prestato giuramento il 20 gennaio del 2017 come 48º vicepresidente degli Stati Uniti. Il giuramento fu presenziato dal giudice Clarence Thomas usando una Bibbia di Ronald Reagan aperta a 2 Cronache 7:14, gli stessi versetti usati da Reagan durante le sue inaugurazioni come governatore della California.
Nella sua prima settimana come vicepresidente, Pence ha partecipato a diverse cerimonie ufficiali, come l'inaugurazione di James Mattis come segretario della difesa e John Kelly come capo del Dipartimento della sicurezza interna. Entrambe le inaugurazioni ebbero luogo lo stesso giorno dell'inaugurazione presidenziale. Inoltre, insieme a Donald Trump, ha partecipato a telefonate con altri capi di Stato, come il presidente russo Vladimir Putin e il primo ministro australiano Malcolm Turnbull.
Successivamente, a gennaio, Pence nominò Josh Pitcock capo dello staff, che includeva la stragrande maggioranza degli ex associati dei suoi anni come governatore e membro del Congresso dell'Indiana. Dopo aver lavorato con Pence al Congresso, Pitcock aveva esercitato pressioni per lo stato a Washington, DC mentre Pence era governatore, ricoprendo questo ruolo anche durante la campagna presidenziale che ha portato Trump e Pence in carica. Il mese successivo Jarrod Agen è stato nominato vice assistente e direttore delle comunicazioni per la vicepresidenza. Fino ad allora, Agen aveva agito come consigliere di Rick Snyder nel governo del Michigan.

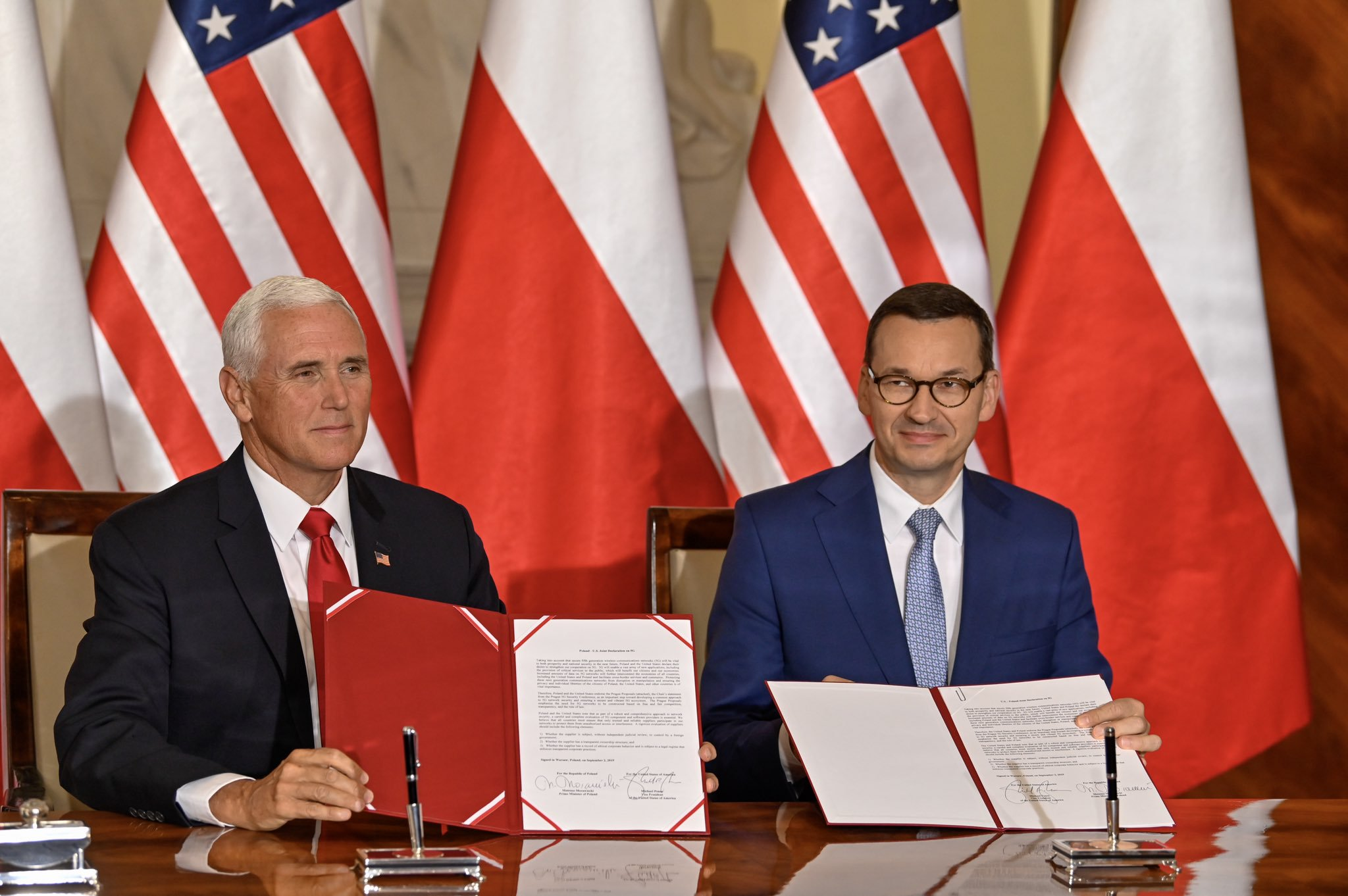
Mike Pence e il premier polacco Mateusz Morawiecki firmano una dichiarazione congiunta su 5G, 2 settembre 2019

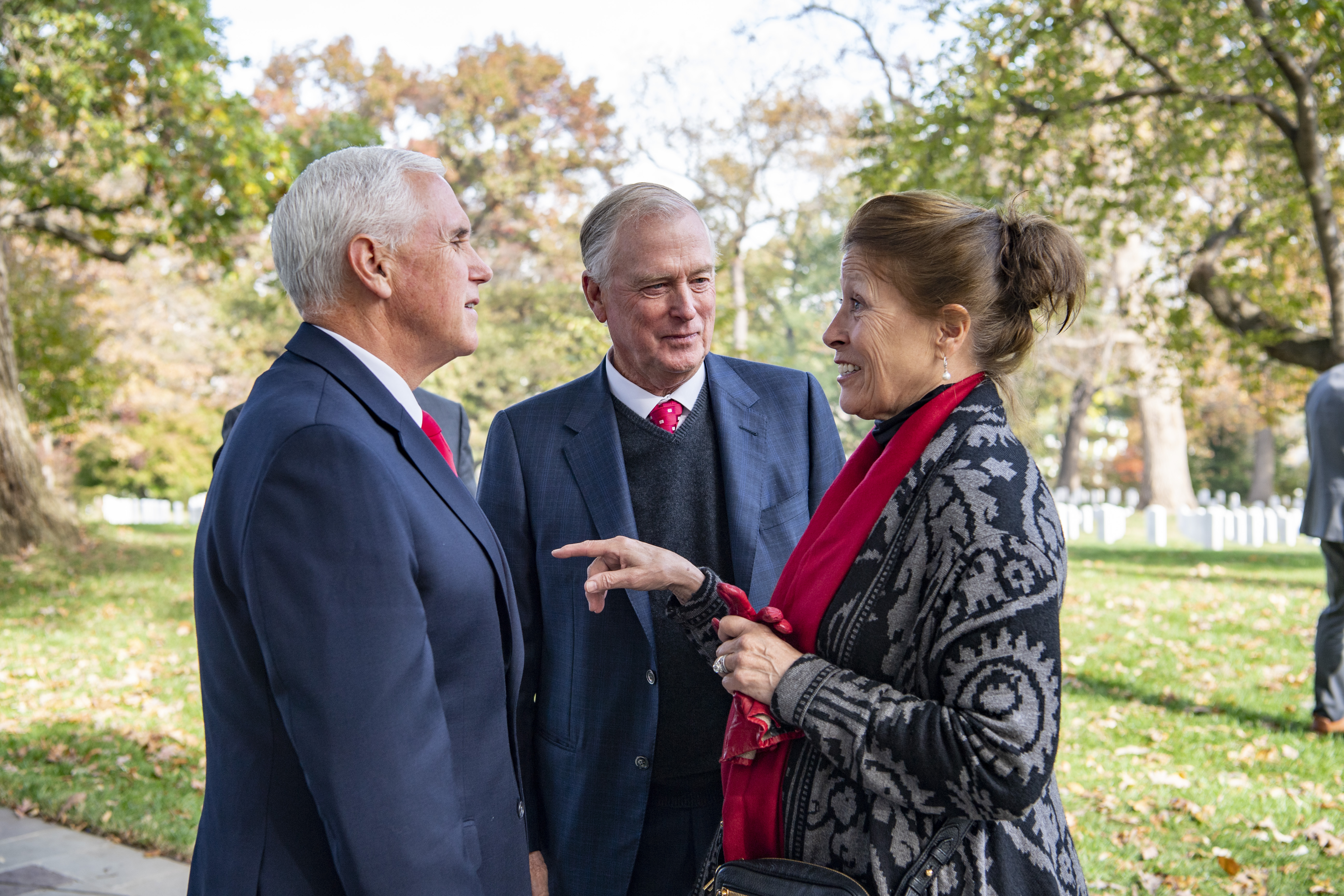
Mike Pence con l'ex vicepresidente Dan Quayle e la moglie Marilyn in occasione dell'Osservanza della Giornata Nazionale dei Veterani 2019

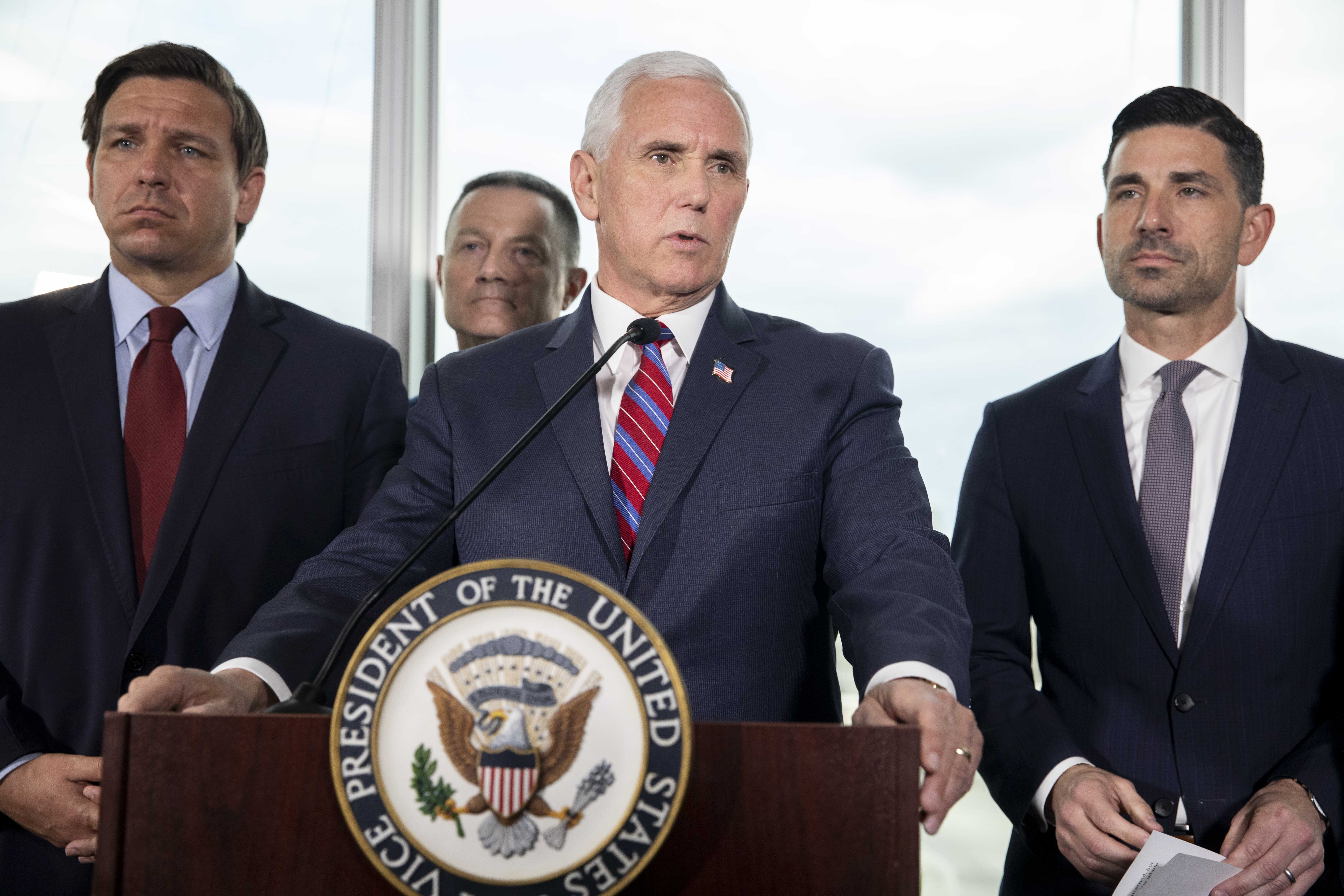
Il vicepresidente Mike Pence partecipa a una conferenza stampa sul Coronavirus a Fort Lauderdale insieme al governatore della Florida Ron DeSantis, marzo 2020

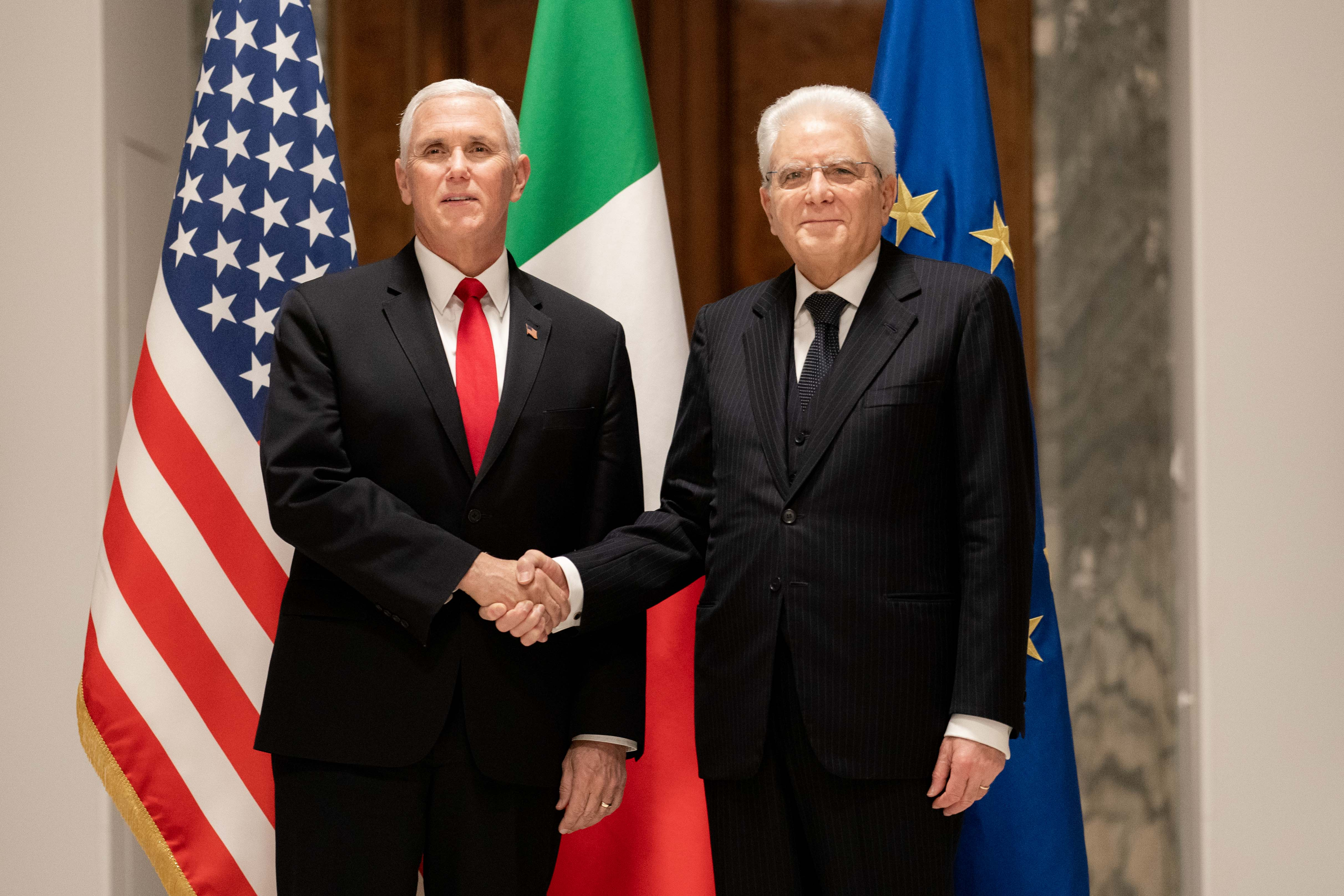
Mike Pence partecipa a un incontro bilaterale con il presidente della Repubblica Italiana Sergio Mattarella il 24 gennaio 2020, al Palazzo del Quirinale a Roma

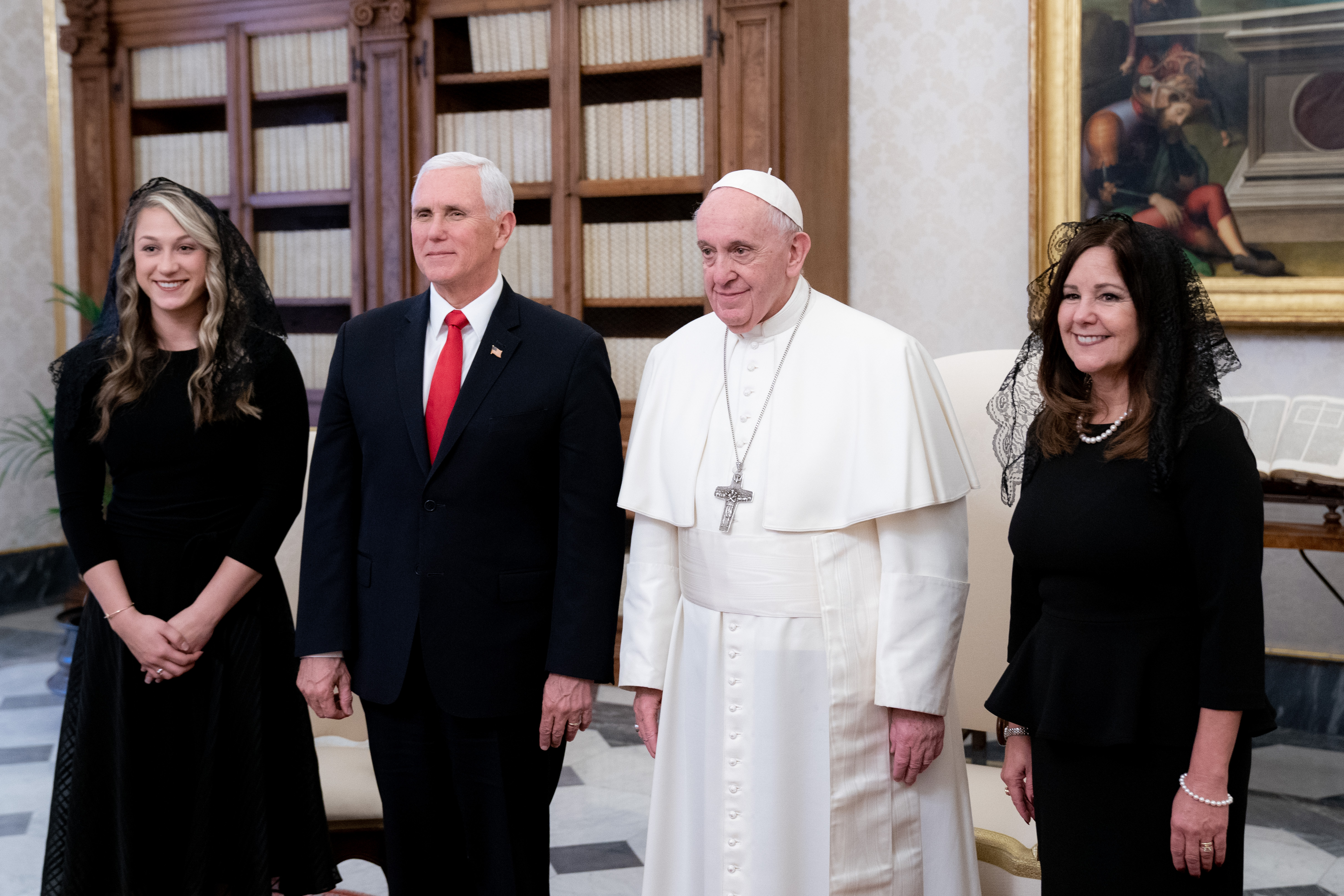
Sarah, Mike e Karen Pence all'incontro con papa Francesco (2020)

Il 7 febbraio 2017, da Presidente del Senato, vota per l'approvazione di Betsy DeVos come Segretario dell'Istruzione in seguito al risultato di parità (50 a favore contro 50 contrari, dopo il rifiuto di Susan Collins e Lisa Murkowski di votare secondo le indicazioni del partito); è la prima volta che il vicepresidente vota per la nomina di un membro del Gabinetto.
Il 1º febbraio 2018 è stato annunciato che Pence avrebbe guidato la delegazione presidenziale alle Olimpiadi invernali del 2018, insieme a sua moglie. Gran parte del tempo di Pence a Pyeongchang è stato influenzato dall'attuale crisi in Corea del Nord. Prima della cerimonia di apertura, il 9 febbraio, Pence ha saltato una cena organizzata dal presidente sudcoreano Moon Jae-in, poiché avrebbe condiviso un tavolo con il capo di Stato cerimoniale della Corea del Nord, Kim Yong-nam. Invece, incontrò quattro disertori nordcoreani a Pyeongtaek, insieme al suo ospite speciale, Fred Warmbier (il padre di Otto Warmbier, arrestato in Corea del Nord per tentata rapina e condannato a 15 anni di carcere, prima di tornare negli Stati Uniti in stato comatoso). Alla cerimonia, Pence si è seduto di fronte ai delegati della Corea del Nord, e quando gli atleti nordcoreani e sudcoreani sono entrati durante la Parade of Athletes, hanno scelto di rimanere seduti, spingendo i critici ad accusare Pence di ipocrisia riguardo alle proteste della NFL.
Nel settembre 2019, Pence ha partecipato a incontri ufficiali con il primo ministro irlandese Leo Varadkar a Dublino, in Irlanda, ma è rimasto nel resort del presidente Trump a Doonbeg, a 180 miglia (289,7 km) di distanza. Il programma di Pence includeva quattro ore di transito in un giorno e due voli sull'Air Force Two prima della fine del giorno successivo. I costi del solo servizio di limousine ammontano a 599.000 dollari secondo le ricevute del Dipartimento di Stato, rispetto al viaggio di tre giorni del presidente Obama a Dublino con la stessa compagnia di limousine per un totale di 114.000 dollari.
Trump ha nominato Pence coordinatore federale delle misure contro il coronavirus il 26 febbraio 2020. La decisione è stata fortemente criticata per problemi di assistenza sanitaria in Indiana sotto Pence. Le critiche sono riprese quando Pence ha rifiutato di indossare una maschera facciale durante una visita in ospedale a Rochester, Minnesota, all'inizio di maggio 2020.
Mike Pence è stato uno degli esponenti politici presi di mira dai manifestanti ultra-conservatori durante la marcia Save America del 6 gennaio 2021, in una delle ultime settimane dell'amministrazione di Trump, culminata con l'assalto al Campidoglio degli Stati Uniti. Il 7 gennaio, in qualità di presidente del Senato, ha certificato i risultati elettorali, concedendo la vittoria a Joe Biden.
Il 20 gennaio la vicepresidenza di Pence termina. Gli succede Kamala Harris, la prima donna a ricoprire tale carica.

### Dopo la vicepresidenza
Dopo aver lasciato l'ufficio, Pence tornò a casa sua in Indiana.
Nell'aprile 2021 è stato riferito che Pence avrebbe firmato un accordo con l'editore Simon & Schuster per due libri, tra cui un'autobiografia che è stata poi pubblicata nel novembre 2022, intitolata So Help Me God (traducibile come Che Dio mi sia testimone).
Nel febbraio 2021 è stato annunciato che Mike Pence si sarebbe unito al think tank e alla lobby della Heritage Foundation come ricercatore illustre. È anche membro dell'organizzazione giovanile conservatrice Young America's Foundation.
Il 15 aprile 2021, in seguito a «sintomi associati a battito cardiaco lento», l'ex vicepresidente si è sottoposto a un intervento chirurgico per l'inserimento di un pacemaker.

#### Candidatura alle Elezioni Presidenziali del 2024
Il 5 giugno 2023 si candida alle primarie del Partito Repubblicano in vista delle elezioni presidenziali del 2024, tuttavia la sua candidatura non decolla e il 28 ottobre annuncia il suo ritiro dalla competizione. 
Il 16 marzo 2024 annuncia che non sosterrà la candidatura di Donald Trump, di cui era stato Vicepresidente, divenuto nuovamente candidato del Partito Repubblicano per le elezioni presidenziali di quell'anno.

## Opere
- Mike Pence, So Help Me God, Simon & Schuster, 2022.